# チャーン・サイモンズ理論
チャーン・サイモンズ理論（英: Chern–Simons theory）は3次元のシュワルツタイプの位相場理論であり、エドワード・ウィッテンによって発展した。この名前は作用がチャーン・サイモンズ 3-形式を積分した値に比例するからである。
凝縮系物性論では、チャーン・サイモンズ理論は分数的量子ホール効果状態の位相的オーダーとして表される。数学では、ジョーンズ多項式のように結び目不変量や 3次元多様体の不変量の計算に使われている。
特に、チャーン・サイモンズ理論は、理論のゲージ群と呼ばれる単純リー群 G と理論のレベルと呼ばれる作用にかける定数の数値により特徴付けられる。作用はゲージ変換に依存しているが、量子場理論の分配函数として、レベルが整数であり、ゲージ場の強さが3-次元時空の全ての境界でゼロとなるときにうまく定義される。

## 古典的理論

### 数学的起源
1940年代に陳省身とアンドレ・ヴェイユは滑らかな多様体 M の大域的な曲がり方の性質をド・ラームコホモロジーとして表すことを研究した（チャーン・ヴェイユ理論）。この理論は微分幾何学の特性類の重要なステップである。M 上の平坦主 G-束 P が与えられると、チャーン・ヴェイユ準同型と呼ばれる準同型が一意的に存在する。その準同型は、g（G のリー代数）上の G-随伴不変多項式の代数からド・ラームコホモロジー {\displaystyle H^{*}(M,\mathbb {R} )} への準同型である。もし不変多項式が斉次多項式であれば、任意の閉形式 ω の k 形式は ω の随伴曲率形式 Ω の 2k 形式として具体的に書くことができる。
1974年、チャーンとジェームズ・シモンズは、次を満たす 2k − 1 形式 df(ω) を具体的に構成した。
{\displaystyle dTf(\omega )=f(\Omega ^{k})}.
ここに T はチャーン・ヴェイユ準同型である。この微分形式をチャーン・サイモンズ形式という。もし df(ω) が閉形式であれば、M 上の 2k−1 次元サイクル C に沿って、上の式を積分することができる。
{\displaystyle Tf(\omega )=\int _{C}f(\Omega ^{k})}.
この不変量をチャーン・サイモンズ不変量という。チャーンとサイモンズの論文のイントロダクションに指摘されているように、チャーン・サイモンズ不変量 CS(M) は、純粋な組み合わせ的な定式化では決定できない境界項である。この不変量はまた、第一ポントリャーギン数 {\displaystyle p_{1}} と正規直交バンドル P の切断である s(M) により
{\displaystyle CS(M)=\int _{s(M)}{\frac {1}{2}}Tp_{1}\in \mathbb {R} /\mathbb {Z} }
と表される。さらに、チャーン・サイモンズ項は、アティヤ、パトーディ、シンガーの定義したエータ不変量としても表される。
ゲージ不変性と計量不変性は、チャーン・ヴェイユ理論の随伴リー群の作用の下での不変性と見ることができる。物理学の場の理論の作用積分（経路積分）は、チャーン・サイモンズ形式のラグランジアンとみなせる。またウィルソンループは M 上のベクトルバンドルのホロノミーとみなせる。これらは、何故、チャーン・サイモンズ理論が密接に位相場理論に関係しているかを説明する。

### 構成
チャーン・サイモンズ理論は、境界がある場合もない場合も任意の位相 3-次元多様体 M の上で定義される。これらの理論は、シュワルツタイプの位相多様体の理論であるので、Mの上にはどのような計量も導入する必要がない。
チャーン・サイモンズ理論はゲージ理論である。ゲージ群 G を持つ M のチャーン・サイモンズ理論の古典的構成は M の主 G-バンドルによって表すことを意味する。このバンドルの接続は、リー群 G のリー代数に値を持つ接続 1-形式 A によって表されることを意味する。一般に、接続 A は個別の座標の張り合わせによってのみきまり、また異なる張り合わせの上の A の値は、ゲージ変換として知られている写像に関係している。これらはゲージ共変微分であることにより特徴付けられる。共変微分とは外微分作用素 d と接続 A の和のことを言うが、ゲージ群 G のリー代数の随伴表現の変換となっている。自分自身と共変微分である微分の平方根は、曲率形式あるいは場の強さと呼ばれる g に値を持つ 2-形式 F と解釈することができる。また、これも随伴表現の中で変換する。

### 力学
チャーン・サイモンズ理論の作用 S は、チャーン・サイモンズ3-形式の積分の値に比例する。
{\displaystyle S={\frac {k}{4\pi }}\int _{M}{\text{tr}}\,(A\wedge dA+{\tfrac {2}{3}}A\wedge A\wedge A)}
定数 k は理論の レベルと呼ばれる。チャーン・サイモンズ理論の古典物理学は、レベル k の選択とは独立である。
古典的には、系は場 A の変分をすると作用の極値となる運動方程式により特徴づけられる。場の強さの項
{\displaystyle F=dA+A\wedge A}
でいうと、場の方程式は明らかに
{\displaystyle 0={\frac {\delta S}{\delta A}}={\frac {k}{2\pi }}F}
となる。従って、運動の古典的方程式を満たすことと曲率がどこでもゼロとなることとは同値である。曲率がゼロとなる場合を接続が 平坦 であるという。このようにして、G のチャーン・サイモンズ理論の古典解は 平坦 であるという。このようにして、G のチャーン・サイモンズ理論の古典解は M 上の主 G-バンドルの平坦接続である。平坦接続は完全に M をベースとする非可縮なサイクルの周りのホロノミーにより完全に決定される。さらに詳しくは、それらは M の基本群から共役による差異をのぞき、ゲージ群 G への準同型と1：1と対応する。
M が境界 N を持っていると、N 上で主 G-バンドルを自明化する選択を表す条件を追加することとなる。そのような選択は N から G への準同型を特徴付ける。この写像の力学はレベル k での N 上のベス・ズミノ・ウィッテン（WZW)モデルにより記述される。

## 量子化
チャーン・サイモンズ理論を正準量子化するために、M の中の各々の2-次元曲面 Σ の上の状態を定義する。量子場理論でそのようであったように、状態はヒルベルト空間の中の光線に対応する。シュワルツタイプの位相場理論には時間という適切な概念が無いので、Σ がコーシー曲面とすることができ、実際、状態は任意の曲面上で定義可能である。
Σ は余次元 1 であり、従って M を Σ に沿ってカットすることができる。そのようなカットをすると M は境界を持つ多様体となり、特に古典的に Σ の力学は、WZWモデルにより記述される。エドワード・ウィッテンはこの対応が量子力学的にも保存されることを示した。さらに詳しくは、彼は状態のヒルベルト空間がいつも有限次元であり、レベル k の G WZWモデルの共形ブロックの空間と標準的に同一視できることを示した。共形ブロックとは、局所的には正則と反正則なファクタで、それらが 2-次元共形場理論の相関函数の和を生成ようなファクタとなっている。
例えば、Σ が 2-球面（2-sphere）のとき、このヒルベルト空間は 1-次元なので、状態がただひとつの状態しかない。Σ が 2-トーラスのときは、状態はレベル k の g に対応するアフィンリー代数の可積分な群表現に対応する。高い種数の共形ブロックの特徴を、チャーン・サイモンズ理論のウィッテン解は持たない。

## 観測量

### ウィルソンループ
チャーン・サイモンズ理論の観測量は、ゲージ不変作用素の n-点相関函数である。ゲージ不変作用素で最も良く研究されているゲージ不変作用素は、ウィルソン作用素である。ウィルソンループは M の中のループのホロノミーであり、G のリー群の表現 R の中の軌跡となる。ウィルソンループの積に注目すると、一般性を失うことなしに既約表現 R が問題となる。
さらに具体的に言うと、既約表現 R と M のループ K が与えられるとウィルソンループ {\displaystyle W_{R}(K)} が次の式で定義できる。
{\displaystyle W_{R}(K)={\text{Tr}}_{R}\,{\mathcal {P}}\,\exp {i\oint _{K}A}}
ここに A は接続 1-形式であり、周回積分のコーシーの主値であり、{\displaystyle {\mathcal {P}}\,\exp } は経路順序べきである。

### ホンフリー多項式とジョーンズ多項式
M の中のリンク L とし、l を交叉していないループの集まりとする。特に注目している観測量は、交叉していないループを回るウィルソンループの積から作られる 1-点相関函数である。これは G の基本表現の軌跡である。正規化された相関函数をこの観測量を分配函数 Z(M) で割って作る。分配函数はまさに 0-点相関函数である。
M が 3-球面の特別の場合には、ウィッテンはこれらの正規化された相関函数は結び目多項式に比例することを示した。例えば、レベル k の G = U(N) チャーン・サイモンズ理論の場合は、正規化された相関函数は、相(phase)の差異を除外すると、次式にホンフリー多項式をかけた式となる。
{\displaystyle {\frac {\sin(\pi /(k+N))}{\sin(\pi N/(k+N))}}}
特に N = 2 のときには、ホンフリー多項式はジョーンズ多項式に還元される。SO(N) の場合には、同様な方法でカウフマン多項式として記述される。
ウィッテンが示したように、相(phase)の曖昧さは、量子相関函数が古典的なデータによっては完全に決定できないという事実の反映である。ループの自分自身との交点数は分配函数の計算の中に入っているが、自己交点数は微小変形の下で不変ではなく、位相不変量ではない。しかし、各々のループに対しフレーミングを選択すると自己リンク数はうまく定義できるよう修正することができる。フレーミングを選択するとは、自己交点数を計算するためのループ変形の各点で適切な非ゼロの法ベクトルを選択することである。この過程は、1934年に量子場理論において発散するかのように見える量を定義するために、ポール・ディラックとルドルフ・パイエルス(Rudolf Peierls)によって導入された一点分解正規化の一例となっている。
マイケル・アティヤ卿は、フレーミングを選択する標準的な方法があることを示し、今日では文献の中で一般的に使われ、自己交点数をうまく定義することが可能となっている。標準的なフレーミングを選択すると上記の相(phase)は、2πi/(k + N) のベキに L の自己交点数をかけたものとなっている。
問題（ジョーンズ多項式の一般の3次元多様体内の絡み目への拡張）　
「もともとのジョーンズ多項式は3次元球面（3次元空間R3,　３次元球体B3）の中の絡み目に対して定義されたが、他の3次元多様体の中の絡み目の場合にジョーンズ多項式の定義を拡張せよ。」
この問題の背景や歴史については、この論文

の§1.2　を参照のこと。
この問題は｀有向閉曲面と閉区間の積多様体’の場合には、カウフマンによって
ヴァーチャル絡み目

というものを導入することによって肯定的に解かれた。
他の場合については未解決で有る。WittenによるJones多項式を表す有名な経路積分は
全てのコンパクト3次元多様体の場合に形式的には書けているが
3次元球面（3次元空間R3,　３次元球体B3）の場合以外は、物理的な意味での計算すら、されていない。すなわち物理的な意味でもこの問題は未解決で有る。
ちなみにアレクサンダー多項式の場合にはこの問題は解決されている（有名な事実）。

## 他の理論との関係

### 位相的弦理論
弦理論の脈絡では、6次元多様体 X の向きづけられたラグラジアン 3-次元多様体 M 上の U(N) チャーン・サイモンズ理論は、X のA-モデルの位相的弦理論が、X へまきついたDブレーンに終端を持つ開弦として発生する。D5-ブレーンのスタックを満たす世界体積の上のB-モデルの位相的弦理論の開弦は、正則チャーン・サイモンズ理論として知られているチャーン・サイモンズ理論の6-次元への変形である。

### WZWモデルと行列モデル
チャーン・サイモンズ理論は、他の多くの場の理論と関連している。例えば、境界を持つ多様タイ上のゲージ群 G を持つチャーン・サイモンズ理論を考えると、すべての 3-次元の伝播する自由度は、境界上の G WZWモデルとして知られている 2-次元共形場理論を離れて、ゲージ化されるかも知れない。加えて、大きな N での U(N) と SO(N) チャーン・サイモンズ理論は、行列モデルでうまく近似される。

### チャーン・サイモンズ理論、小玉波動函数、ループ量子重力
負のヘリシティとエネルギーを招くようなチャーン・サイモンズ理論となるため、ループ量子重力での小玉状態は非物理的であるとエドワード・ウィッテンは議論している。Witten (2003)

### チャーン・サイモンズ重力理論
1982年に、スタンレー・デザー(S. Deser)、ローマン・ジャッキウ(R. Jackiw)と S. テンプルトン(S. Templeton)は 3次元のチャーン・サイモンズ重力理論を提示した。そこでは、重力理論のアインシュタイン・ヒルベルト作用は、チャーン・サイモンズ項を加えることにより、修正される。Deser, Jackiw & Templeton (1982)
2003年、R. ジャッキウと S. Y. ピはこの理論を 4次元へ拡張しJackiw & Pi (2003)、チャーン・サイモンズ重力理論は基礎物理学だけではなく、凝縮系物性論や天文学にも少なからぬ影響を持っている。
4次元の場合は、3次元の場合に非常によく似ている。3次元のチャーン・サイモンズ重力項は、
{\displaystyle CS(\Gamma )={\frac {1}{2\pi ^{2}}}\int d^{3}x\epsilon ^{ijk}{\biggl (}\Gamma _{iq}^{p}\partial _{j}\Gamma _{kp}^{q}+{\frac {2}{3}}\Gamma _{iq}^{p}\Gamma _{jr}^{q}\Gamma _{kp}^{r}{\biggr )}.}
で表される。この変形は次のコットンテンソルを与える。
{\displaystyle =-{\frac {1}{2{\sqrt {g}}}}{\bigl (}\epsilon ^{mij}D_{i}R_{j}^{n}+\epsilon ^{nij}D_{i}R_{j}^{m})}
3次元重力のチャーン・サイモンズ変形は、場の方程式に上記のコットンテンソルを加えることで得られ、次のアインシュタイン・ヒルベルト作用を変形することにより真空の解として得ることができる。
{\displaystyle S[g]=k\int R{\sqrt {-g}}\,d^{3}x.}
また、(2+1)次元のチャーン・サイモンズ重力理論については、(2+1)-次元位相重力理論を参照。

### チャーン・サイモンズ物質場理論
2013年、キネット・インテリリゲーター(Kenneth A. Intriligator)とナタン・サイバーグ(Nathan Seiberg)は、これらの 3次元チャーン・サイモンズゲージ理論とそれらの相を、余剰な自由度を伝播するモノポールを使って解決した。発見された多くの真空のウィッテン指数は、質量パラメータを変換することで空間をコンパクト化して計算される。ある真空では、超対称性が破られる計算結果となる。これらのモノポールは凝縮系物性の渦(vortices)に関係している。(Intriligator & Seiberg (2013))

### 分数量子ホール効果
分数量子ホール系に対して2+1次元のチャーン・サイモンズ理論が初めて用いられたのは1989年の事である。物性物理の文脈では、チャーン・サイモンズ・ゲージ場の導入は、多体系の作用に対する特異ゲージ変換によって正当化される。チャーン・サイモンズ理論が分数量子ホール系の良い記述として考えられている理由の一つに、一様密度の平均場解としてラフリン波動関数を含む事が挙げられる。ラフリン波動関数は、奇数分母のランダウ指数の分数量子ホール系の非常に良い近似基底の一つ(ロバート・B・ラフリンはこの波動関数の発見によって1998年のノーベル物理学賞を得た)である。しかしながら、偶数分母の分数量子ホール系の良い記述になっているかどうかは、2013年現在でも解決していない。また、チャーン・サイモンズ理論の励起状態として、チャーン・サイモンゲージ場の揺らぎが渦状になり、渦度が量子化する状態がある。チャーン・サイモンズ理論から予言される興味深い状態として、エニオンの存在が挙げられる。
エニオンは非可換統計に従う粒子だが、チャーン・サイモンズ理論はエニオンの存在を予言する。もちろん、物性物理においては、チャーン・サイモンズ理論は有効理論であるため、チャーン・サイモンズ理論がエニオンを記述したとしても、それは、"エニオンの様に見える"だけであるが、この様な状態を利用して、量子計算を行おうという試みがある。例えば、5/2の分数量子ホール系が実現可能なエニオンの候補として考えられている。

## 他の理論のチャーン・サイモンズ項
チャーン・サイモンズ項は位相場理論ではないモデルにも加えることができる。3次元では、このことが電磁気学のマックスウェル理論の作用にチャーン・サイモンズ項を加えると、質量を持つ光子がでてくる。この項は、有質量の荷電フェルミオン場上の積分により導くことができる。また、例として量子ホール効果にも現れる。10もしくは11次元でのチャーン・サイモンズ項の生成は、全ての10、11次元の超重力理論の作用に現れる。

### レベルの 1-ループ繰り込み
チャーン・サイモンズ理論に物質を加えると一般にはトポロジカルではなくなる。しかしながら、n 個のマヨラナフェルミオンを加えると、パリティアノマリーため、積分するとレベル −n/2 により 1-ループ繰り込みされた純粋チャーン・サイモンズ理論が導出される。言い換えると、n 個のフェルミオンを持つレベル k の理論はフェルミオンを持たないレベル k − n/2 の理論と等価である。